# Microstylum spectrum
Microstylum spectrum là một loài ruồi trong họ Asilidae. Microstylum spectrum được Wiedemann miêu tả năm 1828. Loài này phân bố ở miền Ấn Độ - Mã Lai và Cổ Bắc giớil.